# Bataille de Pont-Aven
Chouannerie
La bataille de Pont-Aven a lieu pendant la Chouannerie, lors de l'expédition de Quiberon. Le 16 juillet 1795, une flotte britannique débarque une armée de Chouans à Riec-sur-Bélon, mais elle est mise en fuite à Pont-Aven par une contre-attaque républicaine.

## Prélude

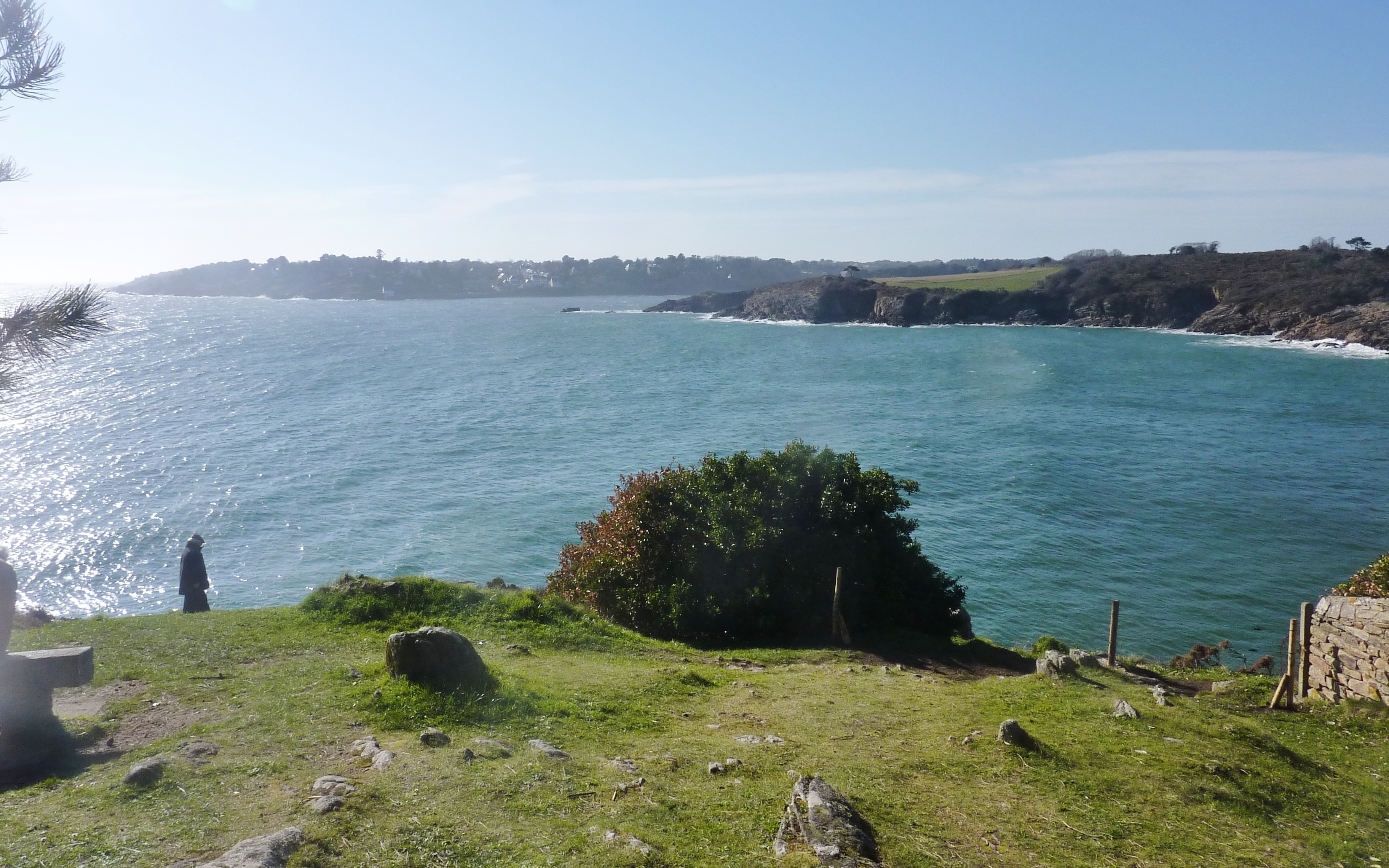
La pointe de Penquernéo, lieu du débarquement de l'« Armée rouge ».

Dans l'après-midi du 15 juillet, une flotte britannique forte de 26 chasse-marée protégée par une corvette et une goélette mouille à Belon, en Moëlan-sur-Mer. À la tombée de la nuit, elle fait débarquer à la pointe de Riec-sur-Bélon 2 500 Chouans venus de la presqu'île de Quiberon. Ces derniers commandés par Jean Jan et Paul de Lantivy-Kerveno ont l'intention de marcher sur Plouharnel afin de prendre à revers les forces républicaines du général Hoche.
Les Anglais avaient d'abord tenté des débarquer les Chouans à Névez, mais face à la défense du fort de Raguénez, ils s'étaient reportés sur Moëlan-sur-Mer.
Aussitôt le prêtre constitutionnel de la commune envoie un courrier afin d'avertir les autorités républicaines. Les Chouans, portant des uniformes britanniques, sont d'abord pris pour des Anglais. Hoche est averti et gagne Lorient, laissant le commandement de son armée au général Lemoine, il envoie 1 600 hommes dans le district de Quimperlé tandis que les villes aux alentours promettent des secours.
Cependant à l'aube du 16 juillet, tandis qu'à Quiberon les émigrés passent à l'offensive, les Chouans enlèvent les batteries du rivage puis se déploient sur les deux rives de l'Aven et marchent au nord sur Pont-Aven. Ils prennent Névez, puis Pont-Aven sans rencontrer de résistance.

## La bataille
Cependant, les Républicains avaient envoyé des renforts sur Pont-Aven, un premier détachement de 5 chasseurs à cheval et 80 gardes territoriaux et gardes nationaux de Quimperlé rencontre les Chouans aux abords de Pont-Aven. L'affrontement dure trois quarts d'heure mais tourne à l'avantage des royalistes, deux républicains sont tués (un chasseur à cheval et un garde territorial) ainsi qu'un chouan, le lieutenant de Gendarmerie qui commande les patriotes donne alors l'ordre de battre en retraite et regagne Quimperlé. Mais quelques heures plus tard, les Républicains contre-attaquent avec 1 200 hommes commandés par le général Meunier qui rééquilibrent le combat. Finalement à la tombée de la nuit, le général Rey, accompagné des représentants Guezno et Guermeur et ayant rallié la compagnie du capitaine Huard, gagne l'embouchure de l'Aven avec 300 hommes et prend les Chouans à revers. Ces derniers, surpris, prennent la fuite par le nord puis se portent en direction de Plouay, à l'est, laissant 30 morts sur le champ de bataille,. Cependant les Républicains n'osent les poursuivre trop vivement.
Les Chouans regagnent le Morbihan, en chemin, un groupe fusille un prêtre constitutionnel, qui pourtant leur avait servi de guide. Suivi à distance par Rey et Meunier, Jean Jan contourne Quimperlé et fait passer ses troupes par Tréméven et Arzano, il gagne ensuite Plouay, puis son cantonnement à Saint-Nicodème, en Pluméliau. Malgré le plan de Jean Jan consistant à rejoindre les forces de Tinténiac, les chefs ne parviennent pas à réorganiser leurs troupes qui, rentrées dans leur pays, se dispersent.